# Fontana Dam
Fontana Dam város az USA Észak-Karolina államában, Graham megyében. Lakosainak száma 13 fő (2020. április 1.).

## Népesség
A település népességének változása:

| 2011 | 33 |
| 2020 | 13 |